# Østjyllands Storkreds
Østjyllands Storkreds er en valgkreds i Landsdel Midtjylland-Nordjylland.
Storkredsen er oprettet i 2007. Den består af den tidligere Århus Amtskreds, bortset fra de områder, der er overført til Vestjyllands Storkreds eller Nordjyllands Storkreds. Desuden indgår en stor del af den tidligere Vejle Amtskreds og en lille del af den tidligere Viborg Amtskreds i storkredsen.

## Opstillingskredse
I forbindelse med Strukturreformen er inddelingen i opstillingskredse blevet ændret. Storkredsen består af følgende 11 opstillingskredse:
1. Århus Sydkredsen
2. Århus Vestkredsen
3. Århus Nordkredsen
4. Århus Østkredsen
5. Djurskredsen
6. Randers Nordkredsen
7. Randers Sydkredsen
8. Favrskovkredsen
9. Skanderborgkredsen
10. Horsenskredsen
11. Hedenstedkredsen

## Folketingsvalg
| Parti                                       | Stemmer | %    | +/-  | Mandater | +/- | Valgte                                                                                       |
| ------------------------------------------- | ------- | ---- | ---- | -------- | --- | -------------------------------------------------------------------------------------------- |
| Socialdemokratiet                           | 135.497 | 26,8 | +1,0 | 6        | -1  | Nicolai Wammen, Leif Lahn Jensen, Jens Joel, Malte Larsen, Thomas Monberg, Camilla Fabricius |
| Venstre, Danmarks Liberale Parti            | 66.351  | 13,1 | -9,5 | 3        | -3  | Jakob Ellemann-Jensen, Michael Aastrup Jensen, Troels Lund Poulsen                           |
| Liberal Alliance                            | 49.476  | 9,8  | +6,9 | 3        | +2  | Alex Vanopslagh, Jens Meilvang, Louise Brown                                                 |
| SF - Socialistisk Folkeparti                | 45.361  | 9,0  | +0,8 | 3        | +1  | Kirsten Normann Andersen, Charlotte Broman Mølbæk, Sofie Lippert                             |
| Moderaterne                                 | 43.954  | 8,7  | ny   | 2        | ny  | Nanna W. Gotfredsen, Jon Stephensen                                                          |
| Danmarksdemokraterne - Inger Støjberg       | 35.609  | 7,0  | ny   | 1        | ny  | Hans Kristian Skibby                                                                         |
| Enhedslisten - De Rød-Grønne                | 28.798  | 5,7  | -1,4 | 1        | -   | Mai Villadsen                                                                                |
| Det Konservative Folkeparti                 | 23.637  | 4,7  | -1,0 | 1        | -   | Mona Juul                                                                                    |
| Radikale Venstre                            | 23.453  | 4,6  | -5,3 | 1        | -2  | Zenia Stampe                                                                                 |
| Alternativet                                | 19.174  | 3,8  | +0,4 | 1        | -   | Torsten Gejl                                                                                 |
| Nye Borgerlige                              | 17.885  | 3,5  | +1,5 | 1        | -   | Lars Boje Mathiesen                                                                          |
| Dansk Folkeparti                            | 9.908   | 2,0  | -5,8 | 1        | -1  | Nick Zimmermann                                                                              |
| Frie Grønne, Danmarks Nye Venstrefløjsparti | 4.057   | 0,8  | ny   | 0        | ny  |                                                                                              |
| Kristendemokraterne                         | 2.723   | 0,5  | -1,6 | 0        | -   |                                                                                              |
| Uden for partierne                          | 482     | 0,1  |      | 0        |     |                                                                                              |
| I alt                                       | 506.365 |      |      | 24       | -1  |                                                                                              |

| Parti                            | Stemmer | Pct. | +/-   | Mandater | +/- | Valgte |
| -------------------------------- | ------- | ---- | ----- | -------- | --- | --- |
| Socialdemokratiet                | 128.108 | 25,8 | -1,5  | 7        | -   | Nicolai Wammen, Henrik Dam Kristensen, Leif Lahn Jensen, Camilla Fabricius, Jens Joel, Malte Larsen, Daniel Toft Jakobsen |
| Venstre, Danmarks Liberale Parti | 112.358 | 22,6 | +3,9  | 6        | +2  | Jakob Ellemann-Jensen, Michael Aastrup Jensen, Britt Bager, Troels Lund Poulsen, Fatma Øktem, Heidi Bank                  |
| Radikale Venstre                 | 49.157  | 9,9  | +5,0  | 3        | +2  | Morten Østergaard, Katrine Robsøe, Anne Sophie Callesen                                                                   |
| SF - Socialistisk Folkeparti     | 40.665  | 8,2  | +3,8  | 2        | +1  | Kirsten Normann Andersen, Charlotte Broman Mølbæk                                                                         |
| Dansk Folkeparti                 | 38.889  | 7,8  | -11,1 | 2        | -3  | Hans Kristian Skibby, Mette Hjermind Dencker                                                                              |
| Enhedslisten - De Rød-Grønne     | 35.261  | 7,1  | -0,3  | 1        | -1  | Nikolaj Villumsen |
| Det Konservative Folkeparti      | 28.431  | 5,7  | +2,9  | 1        | -   | Mona Juul |
| Alternativet                     | 16.915  | 3,4  | -2,7  | 1        | -   | Torsten Gejl |
| Liberal Alliance                 | 14.157  | 2,9  | -5,4  | 1        | -1  | Ole Birk Olesen |
| Kristendemokraterne              | 10.617  | 2,1  | +1,1  | 0        | -   | |
| Nye Borgerlige                   | 9.797   | 2,0  | ny    | 1        | ny  | Lars Boje Mathiesen |
| Stram Kurs                       | 7.484   | 1,5  | ny    | 0        | ny  | |
| Klaus Riskær Pedersen            | 3.674   | 0,7  | ny    | 0        | ny  | |
| Udenfor partierne                | 549     | 0,1  | -0,1  | 0        | -   | |
| I alt                            | 496.062 |      |       | 25       | +1  | |

| Parti                            | Stemmer | Pct. | +/-  | Mandater | +/- | Valgte |
| -------------------------------- | ------- | ---- | ---- | -------- | --- | --- |
| Socialdemokratiet                | 132.320 | 27,3 | +0,1 | 7        | -   | Nicolai Wammen, Kirsten Brosbøl, Henrik Dam Kristensen, Maja Panduro, Jens Joel, Leif Lahn Jensen, Daniel Toft Jakobsen |
| Dansk Folkeparti                 | 91.621  | 18,9 | +8,5 | 5        | +2  | Mette Hjermind Dencker, Hans Kristian Bundgaard-Skibby, Tilde Bork, Kim Christiansen, Claus Kvist Hansen                |
| Venstre, Danmarks Liberale Parti | 90.528  | 18,7 | -8,6 | 4        | -3  | Jakob Ellemann-Jensen, Britt Bager, Michael Aastrup Jensen, Troels Lund Poulsen                                         |
| Liberal Alliance                 | 40.101  | 8,3  | +3,4 | 2        | +1  | Ole Birk Olesen, Carsten Bach                                                                                           |
| Enhedslisten, De Rød-Grønne      | 35.960  | 7,4  | +1,1 | 2        | +1  | Nikolaj Villumsen, Søren Egge Rasmussen                                                                                 |
| Alternativet                     | 29.587  | 6,1  | ny   | 1        | ny  | Josephine Fock |
| Radikale Venstre                 | 23.876  | 4,9  | -5,5 | 1        | -2  | Morten Østergaard |
| SF - Socialistisk Folkeparti     | 21.100  | 4,4  | -5,6 | 1        | -1  | Jonas Dahl |
| Det Konservative Folkeparti      | 13.490  | 2,8  | -0,9 | 1        | -   | Naser Khader |
| Kristendemokraterne              | 4.627   | 1,0  | +0,4 | 0        | -   | |
| Udenfor partierne                | 1.095   | 0,2  | +0,2 | 0        | -   | |
| I alt                            | 484.305 |      |      | 24       | -1  | |

| Parti                            | Stemmer | Pct. | +/-  | Mandater | +/- | Valgte |
| -------------------------------- | ------- | ---- | ---- | -------- | --- | --- |
| Venstre, Danmarks Liberale Parti | 131.674 | 27,3 | +0,3 | 7        | +1  | Lykke Friis, Troels Lund Poulsen, Michael Aastrup Jensen, Kim Andersen, Karen Jespersen, Anne-Mette Winther Christiansen, Fatma Øktem |
| Socialdemokratiet                | 131.338 | 27,2 | -0,4 | 7        | -   | Nicolai Wammen, Henrik Dam Kristensen, Maja Panduro, Kirsten Brosbøl, Leif Lahn Jensen, Jens Joel, Torben Hansen                      |
| Radikale Venstre                 | 50.350  | 10,4 | +5,0 | 3        | +2  | Morten Østergaard, Liv Holm Andersen, Jeppe Mikkelsen                                                                                 |
| Dansk Folkeparti                 | 50.274  | 10,4 | -1,8 | 3        | -   | Kim Christiansen, Hans Kristian Skibby, Mette Hjermind Dencker                                                                        |
| SF - Socialistisk Folkeparti     | 43.364  | 9,0  | -4,3 | 2        | -1  | Jonas Dahl, Eigil Andersen |
| Enhedslisten - De Rød-Grønne     | 30.471  | 6,3  | +4,2 | 1        | -   | Per Clausen |
| Liberal Alliance                 | 23.682  | 4,9  | +2,0 | 1        | -   | Ole Birk Olesen |
| Det Konservative Folkeparti      | 18.028  | 3,7  | -5,0 | 1        | -1  | Tom Behnke |
| Kristendemokraterne              | 3.090   | 0,6  | -0,2 | 0        | -   | |
| Udenfor partierne                | 204     | 0,0  | +0,0 | 0        | -   | |
| I alt                            | 482.475 |      |      | 25       | +1  | |

| Parti                            | Stemmer | Pct. | Mandater | Valgte |
| -------------------------------- | ------- | ---- | -------- | --- |
| Socialdemokratiet                | 127.432 | 27,6 | 7        | Svend Auken, Henrik Dam Kristensen, Kirsten Brosbøl, Torben Hansen, Leif Lahn Jensen, René Skau Björnsson, Anne-Marie Meldgaard |
| Venstre, Danmarks Liberale Parti | 125.074 | 27,0 | 6        | Karen Jespersen, Michael Aastrup Jensen, Troels Lund Poulsen, Kim Andersen, Anne-Mette Winther Christiansen, Eyvind Vesselbo    |
| SF - Socialistisk Folkeparti     | 61.496  | 13,3 | 3        | Pernille Frahm, Eigil Andersen, Jonas Dahl                                                                                      |
| Dansk Folkeparti                 | 56.218  | 12,2 | 3        | Morten Messerschmidt, Hans Kristian Skibby, Kim Christiansen                                                                    |
| Det Konservative Folkeparti      | 40.068  | 8,7  | 2        | Henriette Kjær, Tom Behnke |
| Radikale Venstre                 | 24.921  | 5,4  | 1        | Morten Østergaard |
| Ny Alliance                      | 13.389  | 2,9  | 1        | Anders Samuelsen |
| Enhedslisten - De Rød-Grønne     | 9.887   | 2,1  | 1        | Per Clausen |
| Kristendemokraterne              | 3.820   | 0,8  | 0        | |
| Udenfor partierne                | 94      | 0,0  | 0        | |
| I alt                            | 462.399 |      | 24       | |